# Yūyake-gumo
Yūyake-gumo (夕やけ雲, lit. nuvens do pôr do sol) é um filme japonês de drama de 1956 dirigido por Keisuke Kinoshita. Seu roteiro foi escrito por Yoshiko Kusuda, irmã de Kinoshita.

## Sinopse
Após a abertura do filme, que anuncia a história de um menino cujo sonho não se tornou realidade, Yūyake-gumo mostra o protagonista, o peixeiro Yoichi, de 20 anos, parado no quintal de uma loja e olhando para longe.
Em um longo flashback, o filme muda para os eventos anteriores ocorridos alguns anos antes. Yoichi, de 15 anos, segundo filho de cinco crianças de um pobre peixeiro de Tóquio e sua esposa, sonha em se tornar um marinheiro como seu falecido tio. Com o binóculo, presente do tio, ele observa uma jovem que mora em cima de um salão de beleza em outro bairro da cidade e inventa uma história sobre ela. Sua irmã mais velha, Toyoko, para preocupação de seus pais, cancela repetidamente seus compromissos, insistindo que quer se casar com um homem rico e escapar de sua condição atual. Toyoko finalmente se casa com um homem muito mais velho, mas acaba tendo um caso com Sudo, seu ex-noivo. Após um ataque cardíaco, o pai de Yoichi fica acamado e morre pouco tempo depois, então Yoichi é obrigado a assumir a loja da família e sua irmã mais nova, Kazue, é adotada por outro tio. Quando Seiji, seu melhor amigo, é afastado devido à transferência de seu pai e a jovem do salão de beleza se casa, Yoichi se sente sozinho.
De volta ao presente, Yoichi faz uma pequena pausa durante o trabalho no quintal da loja, refletindo sobre seu sonho fracassado e as pessoas de quem ele teve que se separar.

## Elenco
- Shinji Tanaka como Yoichi
- Yūko Mochizuki como Oshin, mãe de Yoichi
- Yoshiko Kuga como Toyoko, irmã mais velha de Yoichi
- Eijirō Tōno como Genkichi, pai de Yoichi
- Ryōhei Ōno como Seiji Harada
- Isuzu Yamada como Kiyo, mãe de Seiji
- Nobuo Nakamura como Haruo, pai de Seiji
- Shin'ichi Himori como Kozo Akimoto, irmão de Genkichi
- Takahiro Tamura como Sudo
- Noriko Kikuoki como Kazue, irmã mais nova de Yoichi

## Recepção
Michael Kienzl, comentando através do Critic.de, relatou que "Kinoshita depende menos de explosões emocionais do que de momentos tranquilos e tocantes." Ele dá como exemplo a cena de despedida entre Yoichi e seu melhor amigo, na qual a tragédia de sua separação é transmitida por meio de closes de seus pés se tocando e de um longo aperto de mão entre eles. Rob Nixon, da Turner Classic Movies, chama a atenção para a cena inicial, na qual o fato de Yoichi ser cercado por suas circunstâncias se reflete na mise-en-scène que mostra Yoichi em um quadro estreito entre dois edifícios.

## Legado
Yūyake-gumo foi exibido no Tokyo Filmex em 2012 e no Festival Internacional de Cinema de Berlim em 2013.

## Prêmios
Yoshiko Kuga, que interpretou a irmã mais velha de Yoichi no longa, ganhou o Blue Ribbon Awards de Melhor Atriz Coadjuvante por sua atuação em Yūyake-gumo e em dois outros filmes. Eijirō Tōno, que interpretou o pai de Yoichi, ganhou o Mainichi Film Awards de Melhor Ator Coadjuvante por sua atuação neste filme e em Yoru no kawa.